# Wasilewszczyzna (sielsowiet Putczyna)
Wasilewszczyzna (biał. Васілеўшчына, Wasileuszczyna; ros. Василевщина, Wasilewszczina) – wieś na Białorusi, w obwodzie mińskim, w rejonie dzierżyńskim, w sielsowiecie Putczyna.
Współcześnie w skład miejscowości wchodzi także dawna wieś Żebrowszczyzna.

## Historia
W XIX i w początkach XX w. Wasilewszczyzna i Żebrowszczyzna położone były w Rosji, w guberni mińskiej, w powiecie mińskim, w gminie Iwieniec.
W dwudziestoleciu międzywojennym leżały w Polsce, w województwie nowogródzkim, w powiecie wołożyńskim, w gminie Wołma. W 1921 Wasilewszczyzna liczyła 56 mieszkańców, zamieszkałych w 11 budynkach, w tym 54 Polaków, 1 Białorusina i 1 Rosjanina. 54 mieszkańców było wyznania rzymskokatolickiego i 2 prawosławnego. Żebrowszczyzna liczyła zaś 155 mieszkańców, zamieszkałych w 26 budynkach, wyłącznie Polaków wyznania rzymskokatolickiego.
W Żebrowszczyźnie mieściło się dowództwo kompanii granicznej KOP „Żebrowszczyzna”.
Po II wojnie światowej w granicach Związku Sowieckiego. Od 1991 w niepodległej Białorusi.